# Miklós Rózsa
Pour les articles homonymes, voir Rózsa.
Dans le nom hongrois Rózsa Miklós, le nom de famille précède le prénom, mais cet article utilise l’ordre habituel en français Miklós Rózsa, où le prénom précède le nom.
Miklós Rózsa ([ˈmikloːʃ], [ˈɾoːʒɒ]), né le 18 avril 1907 à Budapest (Hongrie) et mort le 27 juillet 1995 à Los Angeles (États-Unis), est un compositeur de musique de films et de musique classique. Quatre de ses musiques, dont celle de Ben-Hur, obtinrent des récompenses internationales.

## Biographie
Miklós Rózsa étudie au conservatoire de Leipzig. Lors de son séjour à Paris, il rencontre le compositeur Arthur Honegger. En 1937, il compose sa première musique de film pour Le Chevalier sans armure. Sa rencontre avec les producteurs et réalisateurs britanniques Alexander et Zoltan Korda est déterminante et débouchera sur ces perles musicales que sont Les Quatre Plumes blanches, Le Voleur de Bagdad et Le Livre de la jungle.
La richesse de son écriture et son orchestration très colorée en font vite un compositeur très prisé.
Il émigre en 1940 en Californie où il se rend célèbre par ses musiques de film, d'abord dans le film noir (Assurance sur la mort, Les Tueurs), puis dans le film historique (Quo Vadis, Ivanhoé, Jules César, Les Chevaliers de la table ronde).
Il débute également une collaboration qui s'avérera très fructueuse avec le réalisateur Billy Wilder et d'autres cinéastes de premier ordre comme Fritz Lang, George Cukor ou Vincente Minnelli feront appel à son talent à plusieurs reprises.
En 1945, il remporte son premier Oscar de la meilleure musique pour le film d'Alfred Hitchcock, La Maison du docteur Edwardes. Dans le livre d'entretiens Hitchcock/Truffaut, le réalisateur avoua qu'il ne fut pas pleinement satisfait de la partition trop sentimentale (à son goût) de Rózsa, et ce film fut leur unique collaboration. Il n'en demeure pas moins que Rózsa fut le seul compositeur récompensé pour la musique d'un film d'Alfred Hitchcock (en dépit de l'excellente collaboration que ce dernier développera plus tard avec Bernard Herrmann).
Mais c'est son travail sur les péplums qui fera sa renommée à la fin des années 1950 et au début des années 1960 : Ben-Hur, Le Roi des rois, Le Cid…
Il continue d'écrire des partitions plus traditionnelles comme son concerto pour violon, dédié à Jascha Heifetz, ce dernier en donnant la première à Dallas en 1956. Rózsa en a réutilisé d'ailleurs plusieurs thèmes pour la musique de La Vie privée de Sherlock Holmes, film de Billy Wilder (1970). Son œuvre classique comprend près de 45 numéros d'opus, dont de la musique de chambre, des œuvres chorales ou des pièces symphoniques.
Lorsque le péplum devint désuet au milieu des années 1960, sa carrière marqua le pas, sa musique ayant été (trop) injustement associée au genre.
Dès lors, il ne composera plus qu'une poignée de films, qui seront empreints, pour la plupart, d'une nostalgie marquée pour le cinéma classique, le "Golden Age" hollywoodien (Fedora de son vieux complice Billy Wilder, C'était demain, L'Arme à l'œil).
En 1977, le cinéma français, en la personne d'Alain Resnais, fit même appel à lui pour son film Providence, qui obtint le César de la meilleure musique.
C'est en 1982 qu'il termine une carrière filmographique bien remplie avec un humour certain, en parodiant sa propre musique dans la comédie Les cadavres ne portent pas de costard, qui se veut un hommage aux films noirs des années 1940.

## Compositions

### Musiques de film
- 1918 : ...um eine Stunde Glück de Hubert Moest

#### Années 1930
- 1937 : Le Chevalier sans armure (Knight without armour) de Jacques Feyder
- 1937 : The Green Cockatoo de William Cameron Menzies
- 1937 : Thunder in the City de Marion Gering
- 1937 : The Squeaker de William K. Howard
- 1938 : Le Divorce de Lady X (The Divorce of Lady X) de Tim Whelan
- 1938 : Alerte aux Indes (The Drum) (musique additionnelle) de Zoltan Korda
- 1939 : Les Quatre Plumes blanches (The Four Feathers) de Zoltan Korda
- 1939 : L'Espion noir (The Spy in Black) de Michael Powell

#### Années 1940
- 1940 : On the Night of the Fire de Brian Desmond Hurst
- 1940 : L'aventure est commencée (Ten Days in Paris) de Tim Whelan
- 1940 : Le Voleur de Bagdad (The Thief of Bagdad) de Ludwig Berger, Michael Powell et Tim Whelan
- 1941 : Lady Hamilton (That Hamilton Woman) d'Alexander Korda
- 1941 : New Wine de Reinhold Schünzel
- 1941 : Lydia de Julien Duvivier
- 1941 : Crépuscule (Sundown) d'Henry Hathaway
- 1942 : Jeux dangereux (To Be or Not to Be) d'Ernst Lubitsch - (non crédité)
- 1942 : Le Livre de la jungle (Jungle Book) de Zoltan Korda
- 1942 : Jacaré de Charles E. Ford
- 1943 : Les Cinq Secrets du désert (Five Graves to Cairo) de Billy Wilder
- 1943 : Les Anges de miséricorde (So Proudly We Hail!) de Mark Sandrich
- 1943 : Sahara de Zoltan Korda
- 1943 : La Loi du Far West (The Woman of the Town) de George Archainbaud
- 1944 : Une heure avant l'aube de Frank Tuttle
- 1944 : Assurance sur la mort (Double Indemnity) de Billy Wilder
- 1944 : Espions sur la Tamise (Ministry of Fear) de Fritz Lang
- 1944 : Dark Waters d'André de Toth
- 1945 : La Chanson du souvenir (A Song to Remember) de Charles Vidor
- 1945 : Le sérum de longue vie (The Man in Half Moon Street) de Ralph Murphy
- 1945 : Du sang dans le soleil (Blood on the Sun) de Frank Lloyd
- 1945 : Deanna mène l'enquête (Lady on the train) de Charles David
- 1945 : La Maison du docteur Edwardes (Spellbound) d'Alfred Hitchcock
- 1945 : Le Poison (The Lost Weekend) de Billy Wilder
- 1946 : Because of Him de Richard Wallace
- 1946 : L'Emprise du crime (The Strange Love of Martha Ivers) de Lewis Milestone
- 1946 : Les Tueurs (The Killers) de Robert Siodmak
- 1947 : Schéhérazade (Song of Scheherazade) de Walter Reisch
- 1947 : La maison rouge (The Red House) de Delmer Daves
- 1947 : Time Out of Mind de Oren Moverman
- 1947 : L'Affaire Macomber (The Macomber Affair) de Zoltan Korda
- 1947 : L'Orchidée blanche (The Other Love) d'André de Toth
- 1947 : Les Démons de la liberté (Brute Force) de Jules Dassin
- 1947 : La Furie du désert (Desert Fury) de Lewis Allen
- 1947 : Othello (A Double Life) de George Cukor
- 1948 : Le Secret derrière la porte (Secret Beyond the Door…) de Fritz Lang
- 1948 : Vengeance de femme (A Woman's Vengeance) de Zoltan Korda
- 1948 : La Cité sans voiles (The Naked City) de Jules Dassin
- 1948 : Les Amants traqués (Kiss the Blood Off My Hands) de Norman Foster
- 1948 : Tragique Décision (Command Decision) de Sam Wood
- 1949 : Pour toi j'ai tué (Criss Cross) de Robert Siodmak
- 1949 : L'Île au complot (The Bribe) de Robert Z. Leonard
- 1949 : Madame Bovary de Vincente Minnelli
- 1949 : Le Danube rouge (The Red Danube) de George Sidney
- 1949 : Madame porte la culotte (Adam's Rib) de George Cukor
- 1949 : Ville haute, ville basse (East Side, West Side) de Mervyn LeRoy

#### Années 1950
- 1950 : Quand la ville dort (The Asphalt Jungle) de John Huston
- 1950 : Cas de conscience (Crisis) de Richard Brooks
- 1950 : L'Histoire des Miniver (The Miniver story) de H. C. Potter
- 1951 : Quo vadis de Mervyn LeRoy
- 1952 : Desperate Search (en) de Joseph H. Lewis
- 1952 : Ivanhoé (Ivanhoe) de Richard Thorpe
- 1952 : Capitaine sans loi (Plymouth Adventure) de Clarence Brown
- 1953 : Les Chevaliers de la Table ronde (Knights of the Round Table) de Richard Thorpe
- 1953 : Histoire de trois amours (The Story of Three Loves) de Gottfried Reinhardt et Vincente Minnelli
- 1953 : La Reine vierge (Young Bess) de George Sidney
- 1953 : Jules César (Julius Caesar) de Joseph L. Mankiewicz
- 1953 : La Perle noire (All the Brothers Were Valiant) de Richard Thorpe
- 1954 : L'Escadrille panthère (Men of the Fighting Lady) de Andrew Marton
- 1954 : L'Île du danger (Seagulls Over Sorrento) de John Boulting et Roy Boulting
- 1954 : La Vallée des rois (Valley of the Kings) de Robert Pirosh
- 1954 : L'Émeraude tragique (Green Fire) d'Andrew Marton
- 1955 : Les Contrebandiers de Moonfleet (Moonfleet) de Fritz Lang
- 1955 : Le Voleur du Roi (The King's Thief) de Robert Z. Leonard
- 1956 : Diane de Poitiers (Diane) de David Miller
- 1956 : La Loi de la prairie (Tribute to a Bad Man) de Robert Wise
- 1956 : La Croisée des destins (Bhowani Junction) de George Cukor
- 1956 : La Vie passionnée de Vincent van Gogh (Lust for Life) de Vincente Minnelli
- 1956 : Meurtres à Miami (Miami Exposé) de Fred F. Sears
- 1957 : Le Carnaval des dieux (Something of Value) de Richard Brooks
- 1957 : La Passe dangereuse (The Seventh Sin) de Ronald Neame
- 1957 : Contrebande au Caire (Tip on a Dead Jockey), de Richard Thorpe
- 1958 : Le Temps d'aimer et le Temps de mourir (A Time to Love and a Time to Die) de Douglas Sirk
- 1959 : Le Monde, la Chair et le Diable (The World, the Flesh and the Devil) de Ranald MacDougall
- 1959 : Ben-Hur de William Wyler

#### Années 1960
- 1961 : Le Roi des rois (King of Kings) de Nicholas Ray
- 1961 : Le Cid (El Cid) d'Anthony Mann
- 1962 : Sodome et Gomorrhe (Sodom and Gomorrah) de Robert Aldrich et Sergio Leone
- 1963 : Hôtel International The V.I.P.s ou International Hotel d'Anthony Asquith
- 1968 : La Guerre des cerveaux (The Power) de Byron Haskin
- 1968 : Les Bérets verts (The Green Berets) de John Wayne

#### Années 1970
- 1970 : La Vie privée de Sherlock Holmes (The Private Life of Sherlock Holmes) de Billy Wilder
- 1974 : Le Voyage fantastique de Sinbad (The Golden Voyage of Sinbad) de Gordon Hessler
- 1977 : Providence d'Alain Resnais
- 1977 : The Private Files of J. Edgar Hoover de Larry Cohen
- 1978 : Fedora de Billy Wilder
- 1979 : Meurtres en cascade (Last Embrace) de Jonathan Demme
- 1979 : C'était demain (Time After Time) de Nicholas Meyer

#### Années 1980
- 1981 : L'Arme à l'œil (Eye of the Needle) de Richard Marquand
- 1982 : Les cadavres ne portent pas de costard (Dead Men Don't Wear Plaid) de Carl Reiner

### Musique classique

#### Musique orchestrale
- 1933 : Symphony in Three Movements, Op. 6a (non publié)
- 1933 : Theme, Variations and Finale, Op. 13 (révisé en 1966, Op. 13a)
- 1938 : Three Hungarian Sketches, Op. 14 (révisé en 1958, Op. 14a)
- 1943 : Concerto for String Orchestra, Op. 17
- 1945 : Hungarian Serenade, Op. 25
- 1946 : Kaleidoscope - six short pieces for small orchestra, Op. 19a
- 1952 : The Vintner's Daughter - twelve variations on a French folk song, Op. 23a
- 1963 : Overture to a Symphony Concert, Op. 26a
- 1964 : Notturno Ungherese, Op. 28
- 1972 : Tripartita for Orchestra, Op. 33
- 1975 : Festive Flourish

#### Musique concertante
- 1929 : Rhapsody for cello and orchestra, Op. 3
- 1929 : Variations on a Hungarian Folk Song for violin and orchestra, Op. 4
- 1929 : North Hungarian Peasant Songs and Dances for violin and orchestra, Op. 5
- 1953 : Violin Concerto, Op. 24
- 1966 : Sinfonia Concertante for violin, cello and orchestra, Op. 29
- 1966 : Tema con variazioni for violin, cello and orchestra, Op. 29
- 1967 : Piano Concerto, Op. 31
- 1971 : Cello Concerto, Op. 32
- 1982 : Viola Concerto, Op. 37

#### Musique de chambre
- 1927 : String Trio, Op. 1
- 1928 : Quintet for piano and string quartet, Op. 2
- 1928 : Duo for violin and piano, Op. 7
- 1931 : Duo for cello and piano, Op. 8
- 1933 : Sonata for two violins, Op. 15 (revisé en 1973, Op. 15a)
- 1950 : String Quartet No. 1, Op. 22
- 1981 : String Quartet No. 2, Op. 28

Œuvres concertantes adaptées en musique de chambre 
- Rhapsody for cello and piano, Op. 3
- Variations on a Hungarian Folk Song for violin and piano, Op. 4
- North Hungarian Peasant Songs and Dances for violin and piano, Op. 5
- Violin Concerto for violin and piano, Op. 24
- Piano Concerto for two pianos, Op. 31
- Cello Concerto for cello and piano, Op. 32
- Viola Concerto for viola and piano, Op. 37

Musique de film adaptée en musique de chambre 
- El Cid Selection for string quartet
- Spellbound Concerto for theremin, piano, oboe and string quartet

#### Instruments solo
- 1951 : Sonatina for clarinet solo, Op. 27
- 1977 : Toccata Capricciosa for cello, Op. 36
- 1983 : Sonata for flute solo, Op. 39
- 1986 : Sonata for violin solo, Op. 40
- 1986 : Sonata for clarinet solo, Op. 41
- 1986 : Sonata for guitar, Op. 42
- 1987 : Sonata for oboe solo, Op. 43
- 1988 : Introduction and Allegro for viola solo, Op. 44
- 1989 : Sonatina for Ondes Martenot, Op. 45

#### Œuvres pour piano
- 1932 : Variations pour piano, Op. 9
- 1933 : Bagatelles (Little Pieces for Play & Dance), Op. 12
- 1946 : Kaleidoscope, Op. 19
- 1948 : Piano Sonata, Op. 20
- 1952 : The Vintner's Daughter - twelve variations on a French folk song, Op. 23

#### Musique vocale
- 1940 : Five Songs for voice and piano
  - 1940 : Invocation, Op. 16a, for contralto
  - 1972 : Beasts of Burden, Op. 16b, for contralto
  - 1972 : My Little Town, for soprano or tenor
  - 1972 : The Land Where My Heart Lies, for soprano or tenor
  - 1942-1974 : High Flight, for tenor
- 1946 : Two choruses for female voices a cappella, Op. 18
  - Lullaby
  - Madrigal of Spring
- 1946 : To Everything There Is a Season - motet for 8-part mixed chorus with optional organ or piano, Op. 21
- 1967 : The Vanities of Life - motet for 8-part mixed chorus with optional organ or piano, Op. 30
- 1972 : The Lord Is My Shepherd for 4-part mixed chorus a cappella based on the Psalm 23, Op. 34
- 1975 : Three Chinese Poems for mixed chorus a cappella, Op. 35
  - ailing Homeward
  - Swallow, Swallow
  - The Cuckoo

#### Version concert de musique de film
- 1940 : Le Voleur de Bagdad (The Thief of Bagdad)
- 1941 : Lady Hamilton (That Hamilton Woman)
  - Love Theme
  - Love Theme and Waltz
- 1942 : Le Livre de la jungle (Jungle Book)
  - Pour orchestre et narrateur
  - Lullaby pour chœur mixte a cappella
- 1943 : Sahara
- 1944 : Assurance sur la mort (Double Indemnity)
- 1945 : Le Poison (The Lost Weekend)
- 1945 : La Maison du docteur Edwardes (Spellbound), Spellbound Concerto (multiple versions)
  - Orchestre
  - Piano et orchestre
  - Deux pianos et orchestre (1984)
  - Theremin, piano, oboe and string quartet
- 1946 : L'Emprise du crime (The Strange Love of Martha Ivers)
- 1946 : Les Tueurs (The Killers)
- 1947 : La maison rouge (The Red House)
- 1948 : Mark Hellinger
- 1949 : Madame Bovary, Waltz
- 1951 : Quo Vadis
  - Orchestral suite
  - Choral suite
  - Hail Nero and Triumphal March for concert band or brass band
- 1952 : Ivanhoé (Ivanhoe)
- 1956 : La Vie passionnée de Vincent van Gogh (Lust for Life)
- 1959 : Ben-Hur
  - Orchestral suite
  - Choral suite
  - For wind orchestra
- 1961 : Le Roi des rois (King of Kings)
  - Choral suite
  - Resurrection and Finale
- 1961 : Le Cid (El Cid)
  - Suite (1963)
  - Overture and March
  - Selection for string quartet
  - Finale from Providence (1977)
- 1979 : Meurtres en cascade (Last Embrace), The Tunnel
- 1982 : Les cadavres ne portent pas de costard (Dead Men Don't Wear Plaid)
- New England Concerto for two pianos and orchestra featuring themes from Lydia and Time Out of Mind (1984)
- Fantasy on themes from Young Bess for organ, harp, brass and timpani (1984)
- Suite in the Olden Style

## Acteur (figurant)
- 1937 : Le Chevalier sans armure (Knight Without Armour) : Pianist
- 1952 : The Light Touch : Guest at Party
- 1953 : The Story of Three Loves : Conductor (segment The Jealous Lover)
- 1970 : La Vie privée de Sherlock Holmes (The Private Life of Sherlock Holmes) : Orchestra conductor

## Récompenses et nominations

### Récompenses
- 1946 : Oscar de la meilleure musique originale pour La Maison du docteur Edwardes
- 1948 : Oscar de la meilleure musique originale pour Othello
- 1960 : Oscar de la meilleure musique originale pour Ben-Hur
- 1978 : César de la meilleure musique écrite pour un film pour Providence

### Nominations à l'Oscar de la meilleure musique
- 1941 : Le Voleur de Bagdad
- 1942 : Lydia
- 1942 : Crépuscule
- 1943 : Le Livre de la jungle
- 1945 : Assurance sur la mort
- 1945 : La Loi du Far West
- 1946 : La Maison du docteur Edwardes
- 1946 : Le Poison
- 1946 : La Chanson du souvenir
- 1947 : Les Tueurs
- 1948 : Othello (A Double Life)
- 1952 : Quo Vadis
- 1953 : Ivanhoé
- 1954 : Jules César
- 1960 : Ben-Hur
- 1962 : Le Cid